# Amphipholis clypeata
Amphipholis clypeata är en ormstjärneart som beskrevs av Jean Baptiste François René Koehler 1914. Amphipholis clypeata ingår i släktet Amphipholis och familjen trådormstjärnor. Inga underarter finns listade i Catalogue of Life.